# 마츠무라 호쿠토
마츠무라 호쿠토(일본어: 松村 北斗, 1995년 6월 18일- )는 일본 아이돌, 배우이다. 일본의 아이돌 배우이며 남성 아이돌 그룹 SixTONES의 멤버이다. 시즈오카 현 출신. STARTO ENTERTAINMENT 소속.

## 약력
- 2009년 2월 15일[2], 쟈니즈 사무소에 입사했다[3].

- 2009년 6월 4일, 나카야마 유우마, 나카지마 켄토, 키쿠치 후우마, 코우치 유우고와 나카야마 유우마 w/B.I.Shadow를 결성했다.
- 2009년 6월 9일, 나카야마 유우마 w/B.I.Shadow에 hey!Say!JUMP 멤버 야마다 료스케, 치넨 유우키가 들어와서 NYC boys를 결성하고 『여자 배구 월드 그랑프리2009』의 스페셜 서포터로 취임했다[4].

- 2009년 7월 15일, 나카야마 유우마 w/B.I.Shadow가 「悪魔な恋/NYC(악마 같은 사랑/NYC)」로 CD 데뷔했다.
- 2012년 4월 14일, TV드라마 『私立バカレア高校』(사립 바카레아 고교) 아사다 테츠야 역으로 배우 데뷔했다[5].
- 2012년 10월 13일, 같은 작품 영화화 『劇場版私立バカレア高校』(극장판 사립 바카레아 고교)의 아사다 테츠야 역(동 TV 드라마부터 계속)으로 영화 데뷔했다.
- 2014년 10월 9일, best jeanist2014 일반 선출 부문, 득표수 304표, 8위에 입상했다[6].

## 인물
- 초등학교부터 가라데를 시작해서 쿠로오비(黑帶, 검은 띠)를 취득했다[7].
- TV드라마 『クロサギ(크로사기)』의 주연 야마시타 토모히사를 동경해서 쟈니즈 사무소를 이력서를 보냈다[8].

## 출연

### TV드라마
- 私立バカレア高校(사립 바카레아 고교)(2012년 4월 14일 - 6월 30일, 니혼테레비)- 아사다 테츠야 역[9]
- 黒の女教師(검은 여교사)(2012년 7월 20일 - 9월 21일, TBS) - 토다 토시오 역[10]
- Piece(2012년 10월 6일 - 12월29일, 니혼테레비) - 야우치 타카시 역[11]
- TAKE FIVE ～俺たちは愛を盗めるか～第7話(우리가 사랑을 빼앗을 수 있을까? 제7화)(2013년 5월 31일, TBS) - 도우저 카즈마 역[12]
- ぴんとこな(핀토코나)(2013년 7월 18일 - 9월 19일, TBS) - 사와야마 쇼우헤이 역[13]
- SHARK(2014년 1월 12일 - 3월 30일, 니혼테레비) - 류자키 아유무 역[14]
  - SHARK～2nd Season～(샤크～2nd Season～)(2014년 4월 20일 - 7월 13일, 니혼테레비) - 류자키 아유무 역(7화)
- 金曜ロードSHOW! 特別ドラマ企画 仮面ティーチャー(금요 로드 쇼! 특별 드라마 가면 교사)(2014년 2월 14일, 니혼테레비) - 유우자와 레이지 역[15]
- 世にも奇妙な物語 ’18秋の特別編「マスマティックな夕暮れ」(기묘한 이야기 ’18가을 특별편「매스매틱한 해질녘」)(2018년 11월 10일, 후지 TV)- 다이치 역[16][17]
- クロスロード3 群衆の正義(크로스로드3 군중의 정의)(2018년 12월 2일 - 12월 23일, NHK BS 프리미엄)- 이이즈카 신 역[18]
- パーフェクトワールド(퍼펙트 월드)(2019년 4월 16일 - 6월 25일, 간사이 텔레비・후지 TV) - 와타나베 하루토 역[19][20]
- 10の秘密(10의 비밀)(2020년 1월 14일 - 3월 17일, 간사이 텔레비・후지 TV) - 다테 츠바사 역[21]
- 一億円のさようなら(1억 엔의 작별)(2020년 9월 27일 - 11월 15일, NHK BS 프리미엄·BS4K)- 카노 테페이 (28 - 35세) 역[22]
- レッドアイズ 監視捜査班(레드 아이즈 감시 수사반)(2021년 1월 23일 - 3월 27일, 니혼 테레비) - 코마키 카나메 역[23]
- 女王の法医学〜屍活師〜(여왕의 법의학 ~시활사~)(2021년 5월 31일, TV 도쿄)- 이누카이 하지메 역[24]
  - 女王の法医学〜屍活師〜2(여왕의 법의학 ~시활사~2)(2022년 3월 21일, TV 도쿄)[25][26]
  - 女王の法医学〜屍活師〜3(여왕의 법의학 ~시활사~3)(2023년 7월 3일, TV 도쿄)[27]
- 連続テレビ小説 カムカムエヴリバディ(연속 TV 소설 컴컴 에브리바디)(2021년 11월 1일 - 2022년 4월 8일, NHK) - 키지마 미노루 역[28]
- 恋なんて、本気でやってどうするの?(사랑이란, 진심으로 하면 어떻게 하는 거야?)(2022년 4월 18일 - 6월 20일, 간사이 텔레비・후지 TV) - 나가미네 슈우마 역[29]
- ノッキンオン・ロックドドア(노킹온 로크드 도아)(2023년 7월 29일 - 9월 23일, TV아사히) - 주연･고텐바 토우리 역(니시하타 다이고와 더블 주연)[30][31]
- 西園寺さんは家事をしない(사이온지씨는 집안일을 하지 않는다)(2024년 7월 9일 - 9월 17일, TBS) - 쿠수미 토시나오 역[32]
- 路上のルカ(노상의 루카)(2024년 7월 28일、일본 영화 전문 채널) - 시오미 나츠히코 역[33]
- アンサンブル(앙상블)(2025년 1월 18일 - ,니혼테레비) - 마토하라 유우 역[34]

### 영화
- 劇場版 私立バカレア高校(극장판 사립 바카레아 고교)(2012년 10월 13일) - 아사다 테츠야 역[35]
- バニラボーイ トゥモロー・イズ・アナザー・デイ(바닐라 보이 투모로 이즈 어나더 데이)(2016년 9월 3일)- 주연･하야시 슈우타 역[36][37](제시, 다나카 쥬리와 트리플 주연)
- 坂道のアポロン(언덕길의 아폴론)(2018년 3월 10일) - 마츠오카 세이지 역[38][39][40]
- 映画 少年たち(영화 소년들)(2019년 3월 29일)- 다이켄 역[41]
- ライアー×ライアー(라이어×라이어)(2021년 2월 19일)- 주연･타카츠키 토오루 역[42](모리 나나와 더블 주연)
- 劇場版「きのう何食べた?」(극장판 "어제 뭐 먹었어?")(2021년 11월 3일)- 타부치 츠요시 역[43]
- ホリック xxxHOLiC(2022년 4월 29일)- 도우메키 시즈카 역[44]
- キリエのうた(키리에의 노래)(2023년 10월 13일) - 시오미 나츠히코 역[45][46]
- 夜明けのすべて(새벽의 모든)(2024년 2월 9일) - 주연･야마조에 타카토시 역(카미시라이시 모네와 더블 주연)[47][48]
- ディア・ファミリー(디어 패밀리)(2024년 6월 14일) - 토미오카 스스무 역[49]
- ファーストキス 1ST KISS(첫 번째 키스)(2025년 2월 7일) - 스즈리 카케루 역[50]
- 秒速5センチメートル(초속 5센티미터)(2025년 가을 개봉 예정) - 주연･토오노 타카키 역[51]

### 극장판 애니메아션
- すずめの戸締まり(스즈메의 문단속)(2022년 11월 11일) - 무나카타 소우타 역 (목소리)

### 버라이어티
- スクール革命(스쿨 혁명)(2009년 6월 21일 - 2012년 3월 4일, 니혼테레비)
- ヤンヤンJUMP(양양JUMP)(2011년 4월 16일 - 2012년 7월 15일, TV도쿄)
- ガムシャラ!(가무샤라!)(2014년 4월 12일 - , TV아사히)[52]

### 음악방송
- ザ少年倶楽部(자 소년클럽)(2009년 3월 - , NHK BS프리미엄)

### CM
- 31 아이스크림(2013년)[1]

### 무대
- ABC座 星(スター)劇場(ABC자리 별(스타)극장)(2012년 2월 4일 - 29일, 닛세이 극장))
- JOHNNYS' 2020 WORLD(2014년 1월 2일 ‐ 26일, 테이코쿠 극장)

### 콘서트
- フォーラム新記録!!ジャニーズJr.1日4公演やるぞ!コンサート(포럼 신기록!! 쟈니즈Jr. 하루에 4번 공연하자!콘서트)(2009년 6월 7일, 도쿄국제포럼)
- 夏休み ジャニーズJr. 全員集合(여름 휴가 쟈니즈Jr.다 집합)(2009년 8월 18일, 도쿄국제포럼)
- 年末ヤング東西歌合戦!東西Jr.選抜大集合2010!(연말 양구 동서 가합전!동서Jr.선발대집합2010!)(2010년 11월 26일 - 27일, NHK홀)
- Johnny's Dome Theatre ～SUMMARY2012～(2012년 9월 8일 - 9일, 도쿄돔 시티홀)
- フレッシュジャニーズJr. IN 横浜アリーナ(프레시 쟈니즈Jr. IN 요코하마 아레나)(2012년 12월 16일, 요코하마 아레나)
- Live House ジャニーズ銀座(Live house 쟈니즈 긴자)(2013년 5월 10일, 5월 24일, 6월 1일 - 2일, 시어터 크리에)
- ガムシャラJ'ｓParty!!(가무샤라 J's Party!!)(2014년 2월 1일 - 2일, 3월 26일 - 28일, 5월 13일 - 14일, 6월 4일 - 6월 5일, EX시어터)
- ガムシャラJ'ｓParty!!(가무샤라 J's Party!!)(2014년 2월 1일 - 2일, 3월 26일 - 28일, 5월 13일 - 14일, 6월 4일 - 6월 5일, EX시어터)
- Live House ジャニーズ銀座 ジャニーズJr.Part1(Live House 쟈니즈 긴자 쟈니즈Jr.Part1)(2014년 5월 9일 - 11일, 시어터 크리에)
- ガムシャラSexy夏祭り!!(가무샤라 Sexy 여름 축체)(2014년 7월 31일, 8월 2일, 4일 - 5일, 7일 - 8일)[53]
  - ※팀 羅로서 출연
- ガムシャラJ's Party !! Vol.6(가무샤라 J's Party!! Vol.6)(2014년 12월 17일 - 18일, EX시어터 롯폰기)